# Джеримот-Хилл
Джеримот-Хилл (англ. Jerimoth Hill, Холм Иеримофа) — возвышенность, на котором расположена высшая точка штата Род-Айленд.
Высота над уровнем моря — 247 м. Джеримот-Хилл расположен у небольшого городка Фостер в округе Провиденс на западе штата, недалеко от границы с Коннектикутом. Вершина холма представляет собой обнажённую скальную породу.
Долгое время Джеримот-Хилл был частной собственностью Генри Ричардсона, который ограничил доступ к вершине для широкой публики.
Из-за этого известна шутка, что на Денали взошло больше народа, нежели на Джеримот-Хилл. Однако, в 2005 году территория была куплена семьёй Мосли, до вершины была проложена тропа и с 8 утра до 16 вечера по местному времени Джеримот-Хилл могут посещать все желающие.